# レヒネル・エデン

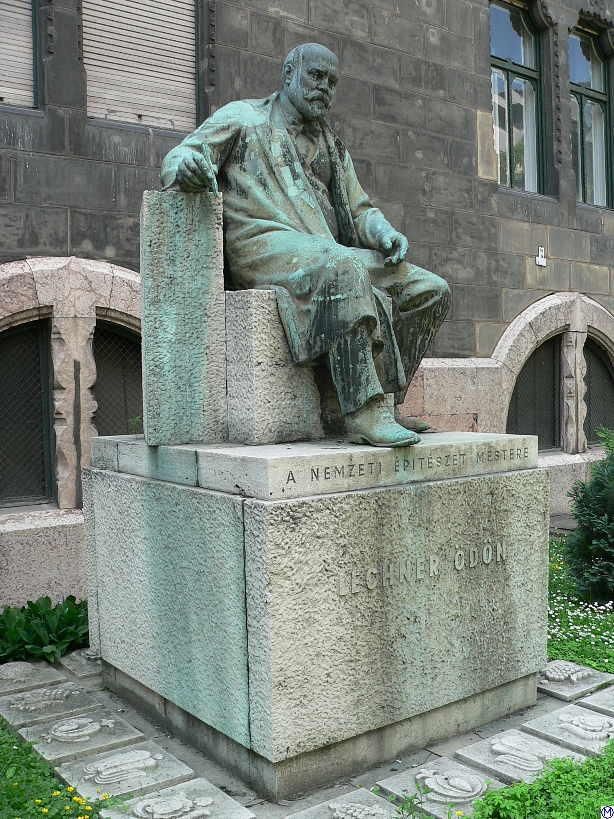
レヒネル・エデンの像

レヒネル・エデン（Lechner Ödön、1845年8月27日－1914年6月10日）は、ハンガリーの建築家。ハンガリーの分離派建築の中心的人物。
ブダペストにアール・ヌーヴォーの世紀末建築を多く残し、スペインのガウディと並び称されることもある。ハンガリーの民族的様式や、インド的様式を取り入れ、セラミックスを多用したことが特徴としてあげられる。

## 代表作

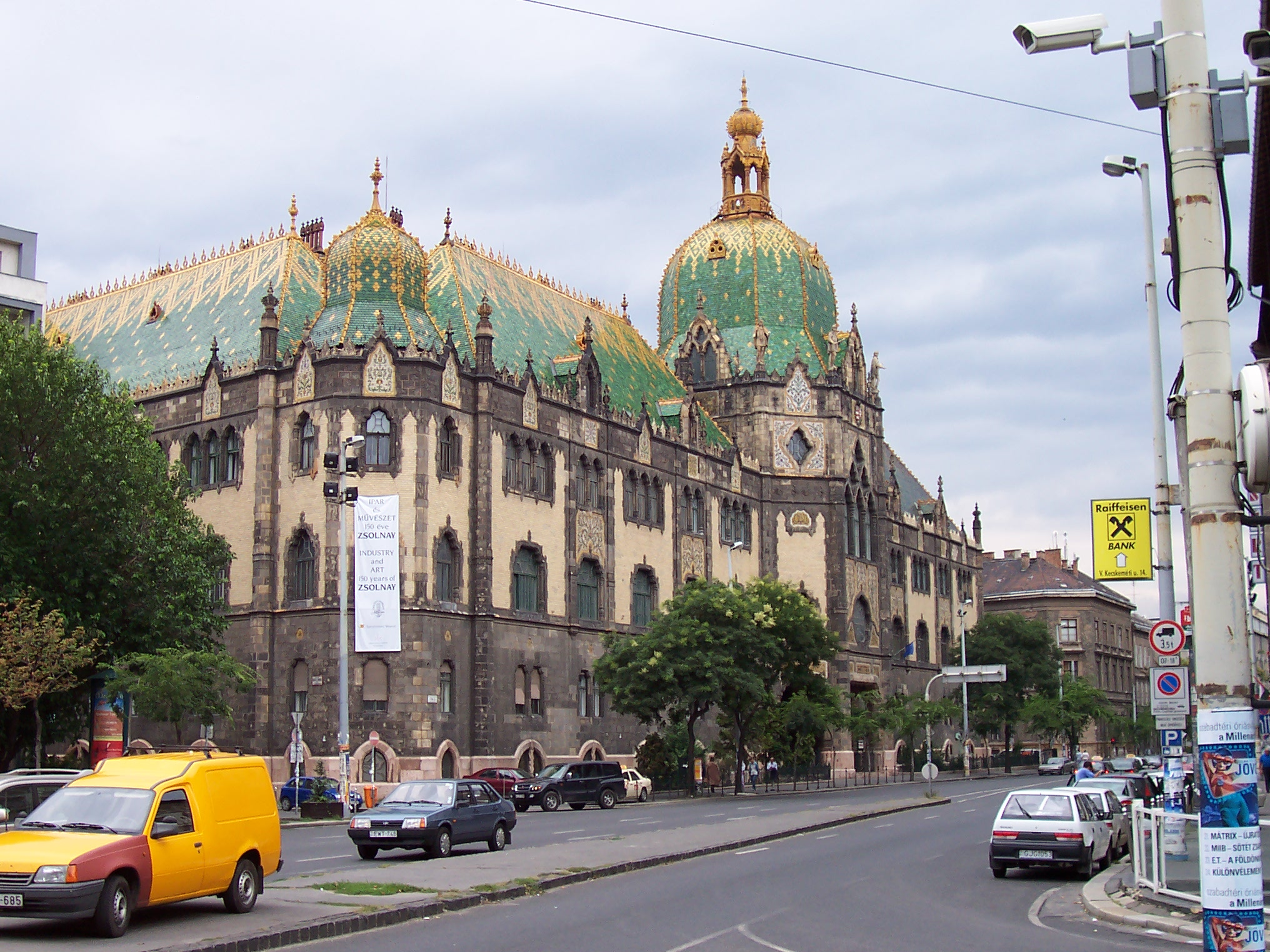
工芸美術館

- セゲドのシティ・ホール、Gyula Pártosと共に (1882)
- ズレニャニンのシティ・ホール、Gyula Pártosと共に (1885-1886)
- ラースロー1世教会、ブダペスト (1891-1897)
- ケチケメートのシティ・ホール、Gyula Pártosと共に (1893)
- 工芸美術館（ブダペスト、1896年完成）　ハンガリー建国1000年を記念して建てられた
- 地質学研究所（ブダペスト、1899年完成）
- 郵便貯金局（ブダペスト、1901年完成）